# Калиостро (фильм, 1918)
«Калиостро» (1918) — русский немой художественный фильм Владислава Старевича по мотивам романа Евгения Андреевича Салиас-де-Турнемира «Граф Калиостро».

## Сюжет
Картина рассказывает о молодости графа Калиостро — реального исторического персонажа, которому молва приписывала магические способности. Для воспроизведение их на экране потребовалась немалая выдумка, проявленная первым российским мастером кинематографических спецэффектов Владиславом Старевичем.

## Съёмочная группа
- Режиссер: Владислав Старевич
- Оператор: Владислав Старевич
- Художники-постановщики: Сергей Козловский, Владимир Симов

## В ролях
- Фридерик Яроссы
- Ольга Чехова
- Николай Римский
- Арсений Бибиков
- Александр Вишневский
- Бронислава Рутковская
- Б. Дзенаевич
- Антонина Фехнер
- Г. Таргонский
- Павла Козмовская
- В. Сатин